# 刘晔
劉曄（170年代?—234年），字子揚，淮南郡成德縣（今安徽省寿县南）人，三國時期曹魏的戰略家和政治家。歷事曹操、曹丕和曹叡三代，是漢光武帝的兒子阜陵王劉延的後代。劉曄自小膽識過人而機巧；對於分析局勢等有其過人之處，汝南名士許劭躲避戰亂到揚州時，評價劉曄有佐世之才，逝世後諡曰景侯。

## 生平

### 獨略膽智
劉曄七歲時母親死去，臨終前說父親劉普的僕人有誣害人的性格，害怕自己死後會出亂局，希望他和他的兄長劉渙長大後能除去他。十三歲時就按母親的遺命，斬殺了父親寵信的侍者，而後又坦然向父親請罪。劉普原先大怒，但知道劉曄的動機後亦對他十分欣賞，不作苛責。
劉曄二十多歲時，天下大亂，揚州地方的豪強們大多不願抑強扶弱而且狡猾殘暴。揚州當地有鄭寶、張多、許乾等人擁兵自重，其中以鄭寶最為驍勇果斷，才能和力氣都很突出，為當地人所忌憚。當時鄭寶想擄略百姓渡過長江到江南地區，看中了劉曄是當地的高族名人，想要強逼他倡導這個計謀。劉曄知道後很害怕，但都沒有被鄭寶找到。此時曹操派使者到揚州，劉曄去見使者，論及當前時勢，並請使者在他那裏停留數日。鄭寶於是帶數百人帶著牛和酒迎接使者，並等待劉曄。劉曄則在中門外設酒菜飯席給鄭寶部眾，自己則與鄭寶在內宴飲，並暗中要人借敬酒的機會殺掉鄭寶。但鄭寶原來不好酒，並且很留意他們，令那人不敢下手。劉曄於是親手用佩刀斬殺鄭寶，並斬他的頭下來，向他的部眾恐嚇：「曹公有令，敢有動者，與寶同罪。」部眾見此都很震驚和害怕，跑回營舍。當時營中尚有精兵數千，劉曄為防他們作亂，即騎鄭寶的馬匹到鄭寶的營門前，向一些首領陳說禍福利弊，最終眾人叩頭迎納劉曄。劉曄入營後安撫群眾，令眾人歸服，更推舉劉曄為新首領。但劉曄見漢室衰微，自己亦是皇室宗族，不想擁兵，于是將那些部曲都委託給廬江太守劉勳。

### 明智權計
劉勳當時在江淮之間因為俘虜袁術遺屬而有很強的兵力及大量的財產，受到孫策的忌憚，於是孫策派使節特以卑下的言辭和財寶要求劉勳代為攻打上繚城。劉勳相信孫策，更因收得財寶而十分高興，各人都祝賀，但劉曄則不感喜悅。劉勳詢問，劉曄則說：「上繚雖小，城堅池深，攻難守易不可旬日而舉，則兵疲於外，而國內虛。策乘虛而襲我，則後不能獨守。是將進屈於敵，退無所歸。若軍今出，禍今至矣。」但劉勳不聽，堅持出兵。而孫策果時從後乘虛襲擊劉勳，劉勳失敗後，於建安四年（199年）投奔曹操，劉曄亦跟隨。
後來曹操到壽春，當時山賊陳策在廬江聚眾數萬人，並據險而守。曹操曾派偏將試圖消滅但不果。曹操於是詢問群下問可否征伐。很多人都認為山賊據險而守，難以攻克，而且無足輕重，不應征伐；但劉曄認為其實是偏將資歷不足和天下未定而令到山賊仍敢對抗，而當時局勢已經大致穩定，應該先懸賞勸降，再用軍事實力進逼，那山賊就會自己潰敗。曹操同意，並派猛將在前，大軍在後，最終如同劉曄所預測般平定陳策。戰後曹操辟劉曄為司空倉曹掾。
建安二十年（215年），曹操征伐據守漢中的張魯，任用劉曄為主簿。當時張魯弟弟張衛領兵堅守，曹操攻陽平山上各個屯寨，但山勢險峻難登，難以攻克；而且士兵死傷甚多，糧食又缺乏，曹操於是打算撤軍，命令夏侯惇和許褚呼叫山上的軍隊撤退。此時有一些軍隊在夜裏誤闖張衛別營，營中士兵大驚四散，當時在軍隊後方的劉曄見此認為可以取勝，勸夏侯惇等不要退軍。夏侯惇見後相信，於是回去告訴曹操，曹操於是進攻張衛，張衛不敵退走。張魯不久投降，曹操得漢中。劉曄及後即勸曹操進攻劉備新佔的蜀地，認為攻佔漢中後令蜀人震驚，只要進攻他們就會望風歸附；否則讓諸葛亮、關羽、張飛等人穩定人心，據守險要，那日後就難以征服。但曹操不聽。七日後，有從蜀地投降的人說蜀地人心惶惶，劉備斬殺驚惶者亦不能安定人心。曹操於是再問劉曄現在可否進攻，劉曄卻說蜀人人心已經稍微安定，不能進擊。曹操最終回師，及後任行軍長史，兼領軍隊。

### 料斷局勢
黃初元年（220年），劉曄升任侍中，賜爵關內侯。當時曹丕問朝臣究竟劉備會否為被孫權襲取荊州而殺害的關羽報仇，大多數都是認為劉備力量薄弱，名將只有關羽；關羽死後國內憂慮，根本不會再發動戰爭。但劉曄卻認為劉備一定會借出兵而重振聲威；而且認為劉備和關羽兄弟情重，一定會為他報仇。最終劉備果然於次年（221年）進攻孫權，發動夷陵之戰。當時孫權舉全國之力應付，並向曹魏稱藩，朝臣很多都慶賀，但劉曄卻認為孫權並沒有臣服之心，這次只是逼不得已才稱藩。劉曄更建議曹丕乘虛領兵攻滅東吳，以絕後患。但曹丕不同意。東吳在夷陵之戰戰勝後果然漸見不臣之心，曹丕於是打算討伐，但劉曄認為吳國剛剛大勝蜀漢，上下一心，而且有長江天險，不能這麼倉卒進攻，但曹丕又不聽。黃初五年（224年），曹丕親自領軍到廣陵泗口，命令荊州和揚州的軍隊並進，進攻東吳。當時很多人都以為孫權會親率軍隊抵抗，但劉曄認為孫權知道曹丕只率大軍到江北壓境，過河戰鬥者必定是其他將領，因而必定會靜待進攻，不會親率迎擊。最終孫權都沒有來，曹丕唯有撤退。

### 揣摩知人
魏諷在東漢末年很有名聲，卿相以下的官員都與他誠心結交。延康元年（220年），劉備將領孟達率眾投降，曹丕對孟達甚為器重，任命他為新城太守，加散騎常侍；當時的人都稱他有「樂毅之量」。而劉曄一見他們二人，都說他們必定會叛變。最終魏諷於建安二十四年（219年）在鄴城叛變；而孟達則於太和元年（227年）與諸葛亮通信，意圖叛亂。
太和元年（227年），魏明帝曹叡繼位，進封劉曄東亭侯，食邑三百戶。次年，遼東公孫淵脅逼叔父公孫恭讓位，自立為遼東太守﹕劉曄認為公孫氏佔領遼東很久，恃著海和山的阻隔，可能會好像胡族一樣難以制約，甚至發動叛亂。建議應趁公孫淵初登位，出其不意出兵討伐，並開設懸賞引誘他的反對者協助，可能未必開戰就能解決遼東割據問題。但最終都沒有被接納，公孫淵亦與於景初元年（237年）叛魏。

### 微言納察
劉曄得到明帝寵信親近，有一次曹叡打算攻伐蜀漢，朝臣都說不可以，但劉曄私下卻对曹叡說可以；後出去和朝臣又說不可以，因為劉曄的膽識，說時都好像是真心的，曹叡和各大臣都沒有懷疑。當時中領軍楊暨被明帝寵信，亦敬重劉曄，他是最為反對曹叡伐蜀的大臣，劉曄與楊暨見面時亦有向他說不可攻伐的理由，楊暨於是以為劉曄一定會支持自己。到後來楊暨再和明帝討論攻伐蜀漢之事，楊暨懇切地進諫反對；明帝指責他是儒生出身，不通軍事，楊暨因而搬出既一直反對伐蜀，亦是重臣的劉曄去勸告明帝，但明帝卻一直聽劉曄說可以攻伐，於是找來與楊暨對質，但召見時劉曄卻不發一言。後來劉曄再私下見明帝，劉曄指責明帝不應將伐蜀大計隨意告訴其他人，更稱懷疑蜀漢已得悉明帝要來攻的情報；明帝更是感謝劉曄。而后见到楊暨，又提醒他對君主進言過於直率，應要婉轉地表達；楊暨亦感謝他。有人見劉曄這樣巧妙奉迎這兩方面，甚為厭惡，於是向明帝告發，更建議明帝召見劉曄時特地以與自己相反的意見來問他，如果每樣他都表示同意，就表示劉曄他是揣摩上意了。後來明帝一試，果然如此，於是開始疏遠劉曄。劉曄因而發狂，在太和六年（232年）因病改任太中大夫，不久出任大鴻臚。兩年後再任太中大夫，及後死去。諡景侯，據《傅子》記載，劉曄自被明帝疏遠，以致發狂憂死。

## 其他記載
據《魯肅傳》載，劉子揚和魯肅友好。曾經游說魯肅輔助鄭寶，但《資治通鑒》沒有記載此事。《通鑒考異》記載說，鄭寶逼害劉曄輔助他，但劉曄不肯，最後用計親手斬殺鄭寶的人，照這樣沒有可能叫魯肅輔助鄭寶。劉子揚和魯肅友好，曄字子揚，但據記載是“劉子揚”，而不是“曄”，這里是個疑問。
劉曄在曹魏時期不與人交流，有人問為何，他自稱自己是故漢室旁系，故而不做。
222年，替曹丕探访重病的張遼，226年，作为代表推举楊阜。
曾仗著特進身份誣陷過陳矯，又曹丕打獵時讚美之而被鮑勳批評。

## 艺术形象

### 演義傳記
字子陽，初由郭嘉推薦，先後為曹操、曹丕、曹叡效力。在曹操下為參謀，官渡之戰時與袁紹開戰，并提出用霹雳車來擊毀袁紹勢力的營樓攻擊。曹丕伐吳時，看出端倪，但來不及撤退而被徐盛等吳將打敗。曹氏三代元老，獻過許多妙計，官拜魏太中大夫。

### 影視形象
- 1994年电视剧《三国演义》：马玉森、肖鲁、魏宪飾演劉曄

### 漫畫形象
- 《蒼天航路》（王欣太）
- 《火鳳燎原》（陳某）設定於孫策智削袁術兵及智取東安時登場，暗中通風報信於劉表，使黃忠和甘寧率兵突襲在皖北和劉勳手下混戰的紀靈，後分兵救出劉勳，同時獻出東安城於孫策，後孫策意圖襲取許昌時，遊說于吉聯曹抗孫。

## 家庭

### 父母
- 劉普，劉曄父親，漢室支族。
- 脩，劉曄母親，姓佚

### 兄弟
- 劉渙，劉曄兄長，比劉曄大兩歲。

### 子
- 劉寓，嗣侯。
- 劉陶，字季冶，劉曄幼子，才高但薄行，官至平原太守。

## 評價
- 陈寿《三國志》評：“程昱、郭嘉、董昭、劉曄、蔣濟才策謀略，世之奇士，雖清治德業，殊於荀攸，而籌畫所料，是其倫也。”
- 許劭：“晔有佐世之才。”
- 鮑勛：“劉曄佞諛不忠，阿順陛下過戲之言。昔梁丘據取媚於遄臺，曄之謂也。”
- 傅玄：“晔有胆智，言之皆有形。”“諺曰「巧詐不如拙誠」，信矣。以曄之明智權計，若居之以德義，行之以忠信，古之上賢，何以加諸？獨任才智，不與世士相經緯，內不推心事上，外困於俗，卒不能自安於天下，豈不惜哉！”
- 章如愚：“至于三国，各自据其土而成鼎峙之势，亦诸人之力也。故在魏，则荀攸、贾诩之算无遗策，郭嘉、刘晔之才策谋畧，管宁之渊雅高尚，毛玠之典选清正；在吴，则周瑜、鲁肃之俦入为腹心，出为股肱，甘宁、凌统之徒奋其威，黄盖、蒋钦之属宣其力；在蜀，则诸葛孔明之长于治国，费祎、董允之志虑忠纯，向宠之性行均淑，皆一时之人杰也。”
- 叶适：“如刘晔、蒋济之流，区区乎以揣摩徔人者，固至是欤？”
- 郝经：“当是之时，魏有荀彧、荀攸、贾诩、程昱、郭嘉、董昭、刘晔、蒋济、司马懿为之谋，吴有张昭、周瑜、鲁肃、吕蒙、陆逊运其筹。”
- 胡三省：“言者谓晔善迎合上意，上若有所问，试反上意而问之，晔之对必与上之问反，而与上意所向者合。每问皆然，则可以见晔迎合之情矣。”
- 王夫之：“迨于子桓之世，贾诩、辛毗、刘晔、孙资皆坐照千里之外，而持之也定。”
- 何焯：“为帷幄之臣，本之以忠信，持之以慎密，则无败矣。若窥伺机诈，未有令终者也。”
- 毛泽东：“刘晔曾经长期跟随在曹操身边，出过不少奇计，后又辅佐曹丕和曹叡，是曹魏的三朝元老。”，二十世纪五十年代后期，毛泽东曾先后向干部推荐读《三国志》的四篇传记，即《张鲁传》、《吕蒙传》、《郭嘉传》、《刘晔传》。毛泽东熟读《刘晔传》以及裴松之的注，并作了如下批语：“此传可一阅。放长线钓大鱼，出自刘晔。”刘晔的足智多谋和善于应变给毛泽东留下了深刻的印象，得到了毛泽东的高度赞扬。一九六六年三月，毛泽东在杭州的一次小型会议上谈论曹操缺点的同时，也赞扬了刘晔。

## 延伸阅读
[在维基数据编辑]
 《三國志·卷14》，出自陳壽《三國志》